# Witosław (przystanek kolejowy)
Witosław − przystanek kolejowy w Witosławiu, w Polsce, w województwie kujawsko-pomorskim, w powiecie nakielskim.